# Grand Lake Lodge
Le Grand Lake Lodge est un hôtel américain situé à Grand Lake, dans le Colorado. Ce lodge est inscrit au Registre national des lieux historiques depuis le 22 juillet 1993.